# Хатман, Адриан
Адриан Хатман (рум. Adrian Hatman; род. 5 января 2003) — молдавский футболист, полузащитник немецкого клуба «Аубштадт».

## Клубная карьера
Воспитанник клуба «Реал Сукчес». В первой половине сезона 2020/21 выступал за основную команду «Реал Сукчес» в молдавском дивизионе «A», где сыграл 14 матчей.
28 февраля 2021 года заключил контракт с тираспольским «Шерифом». Дебют в чемпионате Молдавии состоялся 16 апреля 2021 года в игре против «Сперанцы» (10:0). В сезоне 2020/21 дебютировал в Юношеской лиге УЕФА.

## Карьера в сборной
В 2019 году в составе юношеской сборной Молдавии до 17 лет принимал участие в Турнире развития УЕФА в Минске и отборочном турнире на чемпионат Европы 2020 года. В 2021 году начал выступать за сборную до 19 лет.

## Достижения
«Шериф»
- Чемпион Молдавии: 2020/21

## Статистика
| Клуб        | Сезон   | Лига               | Лига  | Лига | Кубок | Кубок | Континент. | Континент. |
| Клуб        | Сезон   | Дивизион           | Матчи | Лиги | Матчи | Лиги  | Матчи      | Лиги       |
| ----------- | ------- | ------------------ | ----- | ---- | ----- | ----- | ---------- | ---------- |
| Реал Сукчес | 2020/21 | Дивизион «A»       | 14    | 0    |       |       |            |            |
| Шериф       | 2020/21 | Чемпионат Молдавии | 1     | 0    | 0     | 0     |            |            |
| Шериф       | 2021/22 | Чемпионат Молдавии | 0     | 0    |       |       |            |            |